# Дитятев, Сергей Михайлович
Серге́й Миха́йлович Дитя́тев (род. 14 августа 1946 года, Свердловск, РСФСР, СССР) — советский и российский артист эстрады, кино и телевидения, конферансье, педагог, актёр и телеведущий. Заслуженный артист Российской Федерации (1995).

## Биография
Родился 14 августа 1946 года в Свердловске. В 1971 году окончил Всероссийскую творческую мастерскую эстрадного искусства (ученик А. Харламовой), а в 1981 году — факультет режиссёров эстрады ГИТИСа.
Выступать как конферансье начал во время срочной службы в рядах вооружённых сил (1966—1968), службу проходил в Ансамбле песни и пляски Дальневосточного военного округа.
Демобилизовавшись, поступил в Хабаровскую филармонию, работал по договорам в различных концертных организациях, в Московском мюзик-холле.
В 1973 году перешёл в Москонцерт, конферансье. Исполнял произведения Матвея Грина, Михаила Жванецкого, Игоря Виноградского. Работал на телевидении («Вокруг смеха» и «Утренняя почта»). В 1980-е годы работал на Всесоюзном радио в качестве автора и ведущего программы «Маэстро» (сокращение от «Маленькое эстрадное обозрение»). Также в середине-конце 1980-х годов вёл эстрадные музыкальные программы «Однажды весной», «Прощание с осенью» и другие.
Первый ведущий лотереи «Русское лото» на РТР (1994).
С 1981 года преподаёт в ГИТИСе эстрадную режиссуру, доцент. Член правления ЦДРИ. Член жюри Центра национальных культур и искусств «Град Мастеров»
Сергей Дитятев является автором слов песни «Три аккорда» (музыка Т. Ефимова), которая стала популярной в исполнении ВИА «Синяя птица».

## Фильмография
- 1980 — «Белый ворон» — конферансье
- 1983 — «Летаргия» — Андрей Андреевич Фокин
- 1983 — «Рецепт её молодости» — клерк
- 1986 — «Однажды весной» (Фильм-концерт, ТВ) — ведущий, совместно с Ириной Грибулиной

## Награды
- Заслуженный артист Российской Федерации (27 января 1995) — за заслуги в области искусства[6].
- Благодарность Министра культуры и массовых коммуникаций Российской Федерации (21 декабря 2004) — за сохранение и приумножение лучших традиций отечественной культуры и в связи с 75-летием Центрального Дома работников искусств[7].
- Лауреат Всероссийского (1974) и 5-го Всероссийского (1975) конкурсов артистов эстрады